# 배자예부운략 권1~3, 권4
배자예부운략 권1~3, 권4(排字禮部韻略 卷1~3, 卷4)는 서울특별시 동대문구 세종대왕기념관에 있는 조선시대의 책이다. 2018년 10월 18일 서울특별시의 유형문화재 제430호로 지정되었다.

## 개요
송(宋)의 정도(丁度)가 간행한 운서를 고려와 조선에서 다시 실정에 맞추어 간행한 책이다. 원래 간행 목적도 과거를 위한 것이었고, 고려와 조선에서도 과거 응시자들이 이 책을 주로 이용하였다. 소장본은 1678년(강희17, 숙종4)에 간행 반사된 무신자본으로, 이와 동일한 본이 현재 서울대학교 규장각한국학연구원과 연세대학교도서관에 각각 5권 2책 완질이 소장되어 있다.
1678년에 간인하여 사간원 사간 김총(金璁, 1633∼1678)에게 내사한 당시 형태를 잘 유지하고 있으며, 1책에는 내사기(內賜記)와 선사지인(宣賜之印) 및 김총의 장서인(光山後人, 迂軒)이 잘 남아 있다.
조선시대 운서 가운데 본서가 갖고 있는 가치, 활자 내사본으로서의 가치, 완질로 전해지는 동일본의 희소성 등을 고려했을 때 시유형문화재로 지정되기에 충분하다고 판단된다.

## 조사 보고서
『배자예부운략』은 원래 宋의 丁度가 간행한 운서를 고려와 조선에서 다시 실정에 맞추어 간행한 책이다. 원래 간행 목적도 科擧를 위한 것이었고, 고려와 조선에서도 과거 응시자들이 이 책을 주로 이용하였다. 고려시대 이래 梅谿書院본(1300), 天順본, 康熙본, 嘉靖본 등 여러 차례 간행을 거듭한 사실이 확인된다. 판본으로도 목판본, 활자본(을해자, 무신자) 등이 확인된다. 세종대황기념사업회 소장본은 바로 1678년(강희 17, 숙종 4)에 간행 반사된 무신자본 『배자예부운략』이다. 이와 동일한 무신자본은 현재 서울대학교 규장각한국학연구원과 연세대학교도서관에 각각 5권 2책 완질이 소장되어 있다. 연세대학교도서관 소장본에는 내사기도 적혀 있다.(사헌부 장령 韓垽에게 내사)
책의 크기는 35.3×22.5cm이고, 반곽은 26.1×17.2cm이다. 四周雙邊, 有界, 10行18字 註雙行, 上下內向花紋魚尾의 형태적 특징을 보인다. 권5 다음에 <訓民正音>과 <皇極經世聲音卦數>를 추가로 수록하였고, 마지막에는 <禮部韻凡例>를 수록하였다. 1678년에 간인하여 사간원 사간 김총(金璁, 1633~1678)에게 내사한 당시 형태를 잘 유지하고 있다. 표지도 개장된 흔적 없이 원래 표지를 그대로 유지하고 있고, 1책에는 내사기(內賜記)와 선사지인(宣賜之印) 및 김총의 장서인(光山後人, 迂軒)이 잘 남아 있다.
세종대왕기념사업회 소장 『배자예부운략』은 1678년(숙종 4)에 무신자 활자로 간행하여 사간원 사간 김총에게 반사한 내사본의 원형 그대로의 상태를 잘 유지하고 있다. 조선시대 운서 가운데 본서가 갖고 있는 가치, 활자 내사본으로서의 가치, 완질로 전해지는 동일본의 희소성 등을 고려했을 때 시유형문화재로 지정되기에 충분하다고 판단한다.

## 갤러리

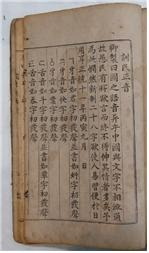

## 참고 문헌
- 배자예부운략 권1~3, 권4 - 국가유산청 국가유산포털